# Conditum

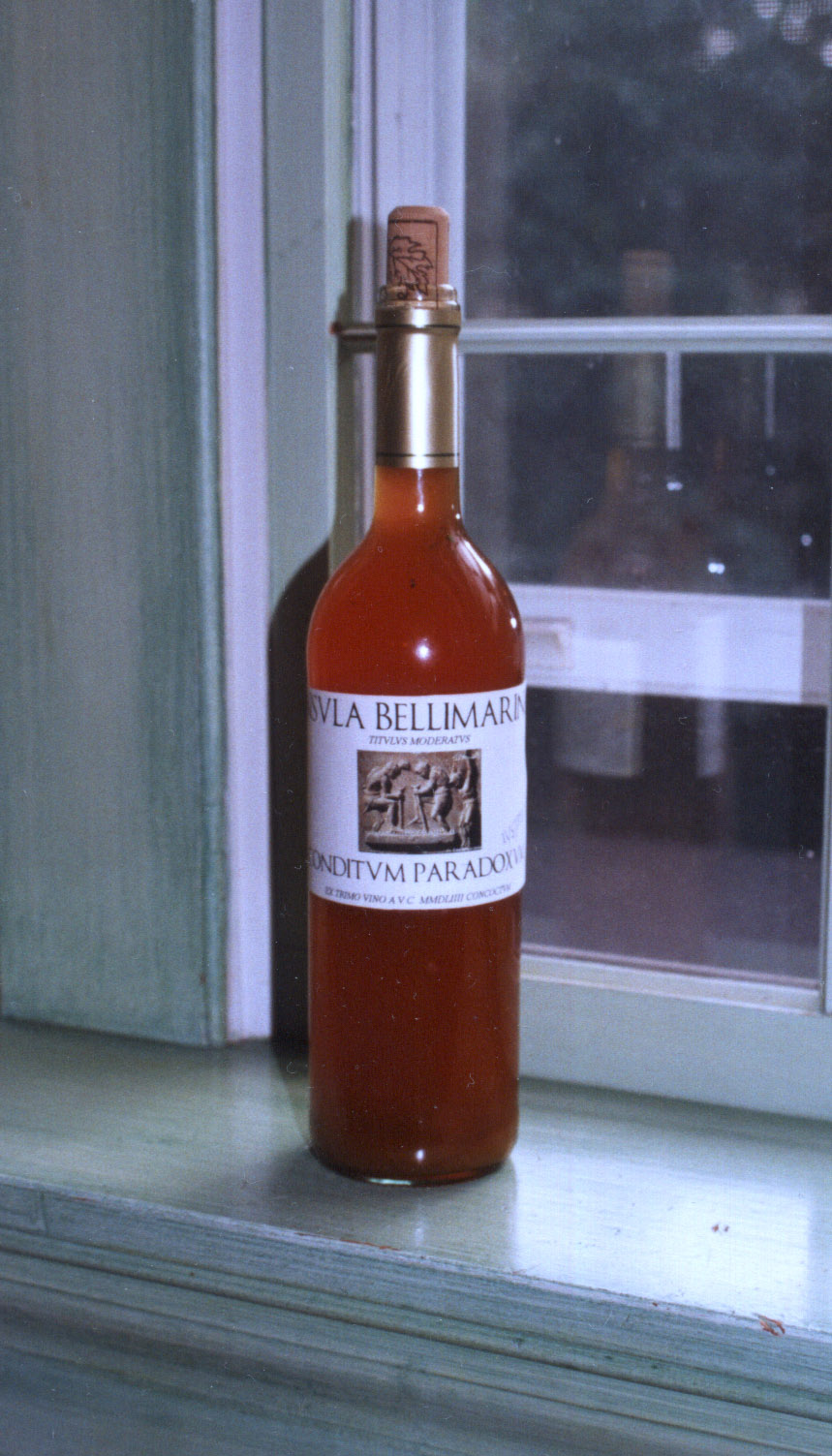

El condītum («condimentado»), también llamado en griego bizantino como konditon (κόνδιτον), o también piperatum («pimentado») fue bebida de la Antigua Roma a base de vino endulzado con miel y especiado con pimienta, y a veces también otras hierbas aromáticas. En algunas fuentes históricas tiene una función curativa ya que incluye plantas medicinales.  
En el antiguo conditum podría tener su origen el actual vino caliente, popular en Europa para ser consumido durante las navidades. 

## Recetas
Distintos autores han escrito recetas sobre cómo preparar diferentes variantes del conditum:

#### Apicio
El gastrónomo romano Apicius describe el conditum en su libro de cocina llamado De re coquinaria (tomo I.1.)
- Conditum Paradoxum, vino suave con pimienta, mástique, hojas de laurel malabar, azafrán y dátiles infusionados y carbón mineral colado.[1]
- Conditum Melizomum, vino con pimienta y miel. Usado para el viaje o peregrinaje ya que se conserva por largo tiempo.[2]

#### Plinio Secundo
En su enciclopedia Naturalis historia, Plinius Maior incluye una definición para esta bebida:
- Conditum o piperatum, vino con nardo, hoja de laurel malabar, pimienta y miel.[3]

#### Aecio de Amida
El médico y escritor bizantino Aëtius Amidenus redactó varias recetas para elaborar konditon:
- Conditum cholicis, vino con pimienta, escamonia, semillas de apio y miel.[4]
- Conditum phlegmaticis, vino con yero, pimienta, anís, semillas de apio y miel.[5]
- Conditum melancholicis, vino con polipodio, pimienta, semillas de apio y miel.[6]

#### Oribasio de Pérgamo
El médico griego bizantino Oribasius definió los siguientes conditum en su obra Collectiones Medicae:
- Conditum primum lapidibus in vesica («para cálculos vesiculares»), vino con miel, pimienta, saxifraga, nardo, carpesio,[nota 1] mēo (μήου), jengibre, jengibre salvaje, canela casia, amomo, perejil, cálamo y genciana.[7]
- Conditum, vino con pimienta y miel.[8]

#### Herófilo
- Conditum ex glycoposia, vino con pimienta, cinamomo, estaquio (posiblemente nardo) y garofilio.[9]

#### Herbarius
En el libro botánico Herbarium Apuleii Platonici de autor anónimo (apodado Pseudo-Apuleius) se incluye la siguiente mención:
- Conditum Priapisci, vino con pimienta, miel y priapisco (salep).[10]